# Sulforafano
Sulforafano é um composto dentro do grupo isotiocianato de compostos organossulfurados.  É produzido quando a enzima tioglucosidade transforma a glucorafanina, um glicosinolato, em sulforafano após danos à planta (como mastigar ou picar durante o preparo dos alimentos), o que permite que os dois compostos se misturem e reajam.
O sulforafano está presente em vegetais crucíferos, como brócolis, couve-de-Bruxelas e repolho. 
O sulforafano possui dois estereoisômeros possíveis devido à presença de um átomo de enxofre estereogênico. 
O enantiômero R-sulforafano ocorre naturalmente, enquanto o S-sulforafano pode ser sintetizado. 
| </img> Glucorafanina, o precursor do glucosinolato do sulforafano |

## Ocorrência e isolamento
O sulforafano ocorre nos brotos de brócolis, que, entre os vegetais crucíferos, apresentam a maior concentração de glucorafanina, o precursor do sulforafano.   Também é encontrado em repolho, couve-flor, couve-de-Bruxelas, bok choy, couve-de-folhas, couve-galega, mostarda e agrião. 

## Pesquisa
Embora tenha havido alguma pesquisa básica sobre como o sulforafano pode ter efeitos in vivo, não há evidências clínicas de que o consumo de vegetais crucíferos e sulforafano afete o risco de câncer ou qualquer outra doença, a partir de 2017.   [ precisa de atualização ]